# Blackfordia polytentaculata
Blackfordia polytentaculata is een hydroïdpoliep uit de familie Blackfordiidae. De poliep komt uit het geslacht Blackfordia. Blackfordia polytentaculata werd in 1962 voor het eerst wetenschappelijk beschreven door Hsu & Chang. 